# Xã Mehoopany, Quận Wyoming, Pennsylvania
Xã Mehoopany (tiếng Anh: Mehoopany Township) là một xã thuộc quận Wyoming, tiểu bang Pennsylvania, Hoa Kỳ. Năm 2010, dân số của xã này là 892 người.